# منصور جلوه
منصور جلوه (متولد ۱۸ فروردین ۱۳۲۱)، شطرنج‌باز ایرانی و عضو سابق تیم ملی شطرنج ایران می‌باشد، که در سال ۱۳۴۲ قهرمان شطرنج ایران شد.
وی در قالب تیم ملی شطرنج ایران، سابقه حضور در مسابقات المپیاد شطرنج در سال ۱۹۶۴ را دارد.